# Лукечень (Молдова)
Лукечень (рум. Lucăceni) — село у Фалештському районі Молдови. Входить до складу комуни, адміністративним центром якої є село Горешть.

## Населення
За даними перепису населення 2004 року у селі проживали 385 осіб.
Національний склад населення села:
| Національність       | Кількість осіб | Відсоток |
| -------------------- | -------------- | -------- |
| молдавани            | 381            | 99,0%    |
| росіяни              | 2              | 0,5%     |
| українці             | 1              | 0,3%     |
| інша / без відповіді | 1              | 0,3%     |
| Всього               | 385            | 100%     |